# アラブ大障害
アラブ大障害（アラブだいしょうがい）は、1956年から1965年まで行われた中央競馬の障害の重賞競走である。

## 概要
戦後しばらくの間アラブ系障害競走では重賞競走が行われていなかったが、1956年にアラブ系障害競走の振興のため、阪神競馬場において年2回、競走距離3800mの競走として創設された。しかし、アラブ系障害競走の出走頭数不足は改善されず、本競走においてもほとんどの競走の出走頭数が7頭以下となり、1960年春の競走ではわずか3頭の出走馬で競走が行われた。その後同1960年に創設された中山アラブ障害特別、東京アラブ障害特別とともに、1965年秋の競走を最後に廃止された。阪神競馬場の障害重賞としては、その後1968年に阪神障害ステークスが創設された。
競走条件は春の競走はアラブ系5歳（現4歳）以上、秋の競走は同4歳（現3歳）以上であり、1956年及び1961年以降は別定競走、1957年より1960年まではハンデキャップ競走として施行された。競走馬としてはタカチカラ、タツタオーが本競走で3勝を挙げている。

## 歴史
- 1956年春 - 阪神競馬場において別定、距離3800mのアラブ系障害重賞として創設。
- 1957年春 - ハンデキャップ競走となる。
- 1959年春 - 京都競馬場距離3100mに変更。
- 1959年秋 - 阪神競馬場距離3870mに変更。
- 1961年春 - 別定競走に戻る。
- 1965年秋 - 最後の施行となる。

### 歴代優勝馬
| 回数   | 施行日         | 優勝馬         | 性齢 | タイム | 優勝騎手   | 管理調教師 |
| ------ | -------------- | -------------- | ---- | ------ | ---------- | ---------- |
| 第1回  | 1956年5月5日   | ハチサカエ     | 牡5  | 4:28.0 | 坂内光雄   | 武平三     |
| 第2回  | 1956年11月25日 | ホウビ         | 牡4  | 4:24.1 | 大石五十夫 | 吉田三郎   |
| 第3回  | 1957年6月2日   | ミステルミ     | 牝3  | 4:27.3 | 菅村恭一   | 佐藤勇     |
| 第4回  | 1957年10月27日 | ニツケー       | 牡5  | 4:22.3 | 玉田一彦   | 諏訪佐市   |
| 第5回  | 1958年6月8日   | イチオー       | 牡5  | 4:25.1 | 近藤武夫   | 吉田三郎   |
| 第6回  | 1958年10月26日 | トシオー       | 牡5  | 4:30.4 | 井原賢一   | 谷栄次郎   |
| 第7回  | 1959年4月29日  | ハチサカエ     | 牡8  | 3:39.3 | 武邦彦     | 武平三     |
| 第8回  | 1959年10月25日 | タカチカラ     | 牡5  | 4:29.5 | 平川昌吉   | 高橋直三   |
| 第9回  | 1960年5月29日  | タカチカラ     | 牡6  | 4:29.4 | 近藤武夫   | 高橋直三   |
| 第10回 | 1960年10月23日 | タカチカラ     | 牡6  | 4:28.7 | 中西武信   | 高橋直三   |
| 第11回 | 1961年6月25日  | タツタオー     | 牡5  | 4:35.6 | 戸山為夫   | 坂口正二   |
| 第12回 | 1961年10月22日 | タツタオー     | 牡5  | 4:27.2 | 戸山為夫   | 坂口正二   |
| 第13回 | 1962年6月24日  | ミツザン       | 牡6  | 4:31.8 | 瀬戸口勉   | 夏村辰男   |
| 第14回 | 1962年10月28日 | タツタオー     | 牡6  | 4:32.2 | 戸山為夫   | 坂口正二   |
| 第15回 | 1963年6月2日   | コールキング   | 牡7  | 4:40.7 | 榎屋忍     | 松元正雄   |
| 第16回 | 1963年10月20日 | コールクイン   | 牝5  | 4:32.4 | 北橋修二   | 松元正雄   |
| 第17回 | 1964年6月7日   | ヒダノオー     | 牝5  | 4:28.0 | 岩田始     | 夏村辰男   |
| 第18回 | 1964年10月18日 | ホツカイホマレ | 牡5  | 4:28.4 | 鶴留明雄   | 武田文吾   |
| 第19回 | 1965年6月20日  | トサニシキ     | 牝5  | 4:31.7 | 吉岡八郎   | 坂口正二   |
| 第20回 | 1965年10月10日 | ギヤルソンヌ   | 牝6  | 4:24.5 | 佐山優     | 日迫清     |